# Noyau accumbens
Les noyaux accumbens, aussi connus sous le terme latin nucleus accumbens septi (qui signifie noyau appuyé contre le septum), sont un ensemble de neurones situés à l'intérieur de la zone corticale prosencéphalique. Il semble qu'ils jouent un rôle important dans le système de récompense et l'assuétude (accoutumance, dépendance), le rire, le plaisir, la peur et l'effet placebo,.
C'est une structure symétrique c'est-à-dire que chaque hémisphère cérébral a un noyau accumbens. Il est situé à la rencontre de la pointe du noyau caudé et de la partie antérieure du putamen, latéralement au globus pallidus. Le noyau accumbens et le tubercule olfactif forment ensemble le striatum ventral, qui est une partie des ganglions de la base.
Les noyaux accumbens peuvent être divisés en deux structures : le cœur (la partie dorsale, près du dos) et la coquille (shell, la partie ventrale). Ces structures ont des morphologies et des fonctions différentes.
Le noyau accumbens est aussi responsable de la dopamine dans le cerveau. Chez les personnes ayant un TDAH, les noyaux accumbens ont un volume régional légèrement inférieur à la norme.

Schémas de l'encéphale mettant en évidence le noyau accumbens
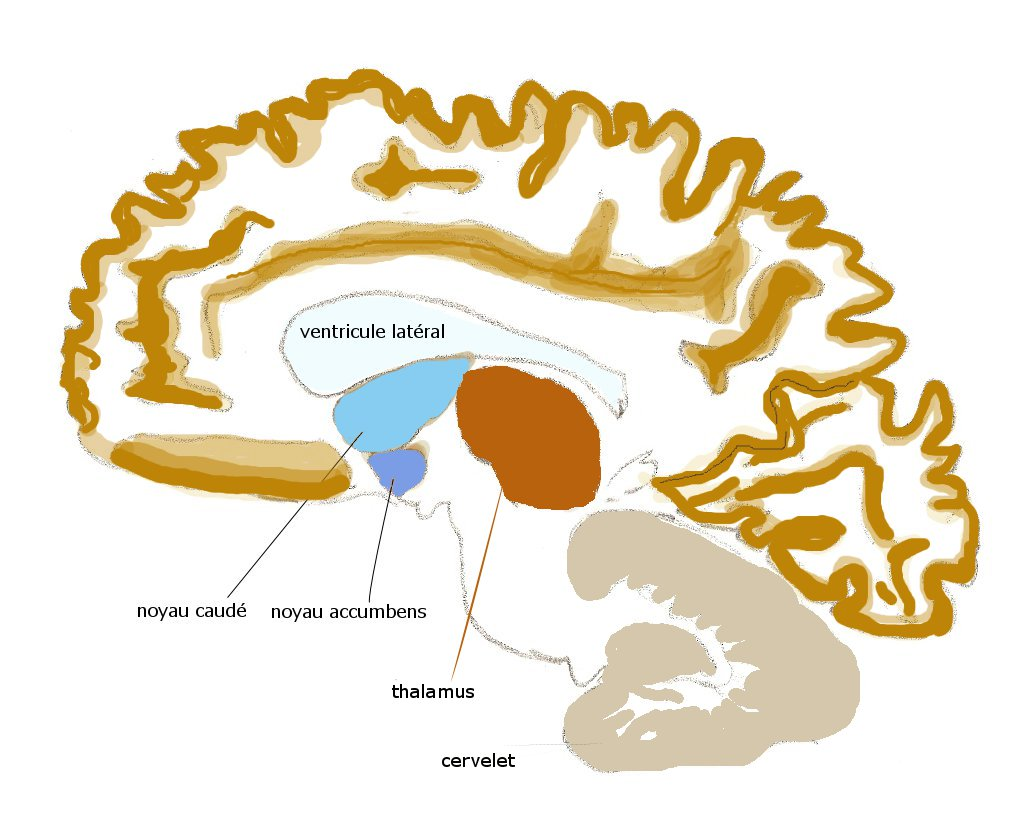
Coupe sagittale paramédiane
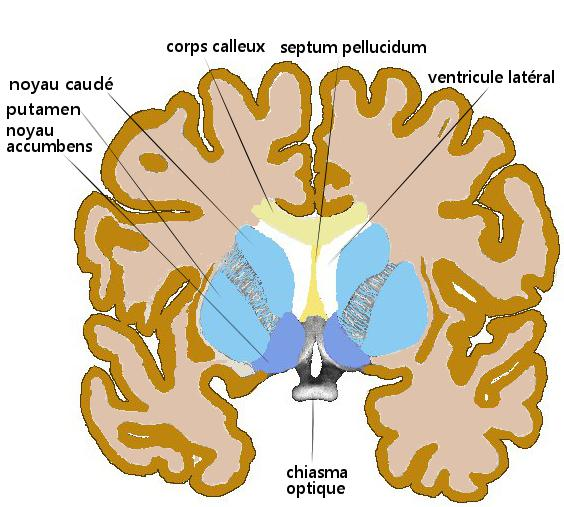
Coupe coronale